# Baron Sherfield

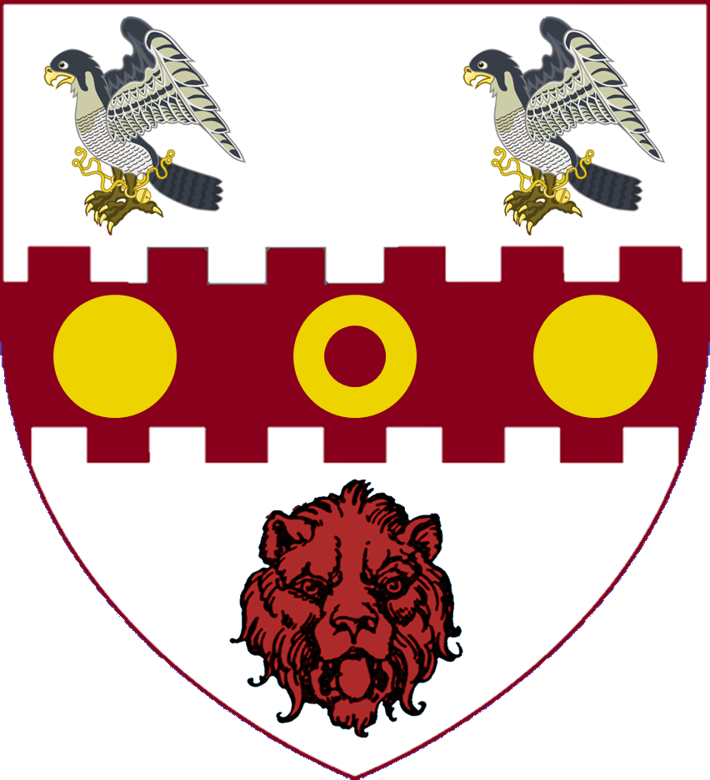
Wappen der Barone Sherfield

Baron Sherfield, of Sherfield-on-Loddon in the County of Southampton, ist ein erblicher britischer Adelstitel in der Peerage of the United Kingdom.
Der Titel wurde am 15. Juli 1964 dem Diplomaten Sir Roger Makins verliehen. Heutiger Titelinhaber ist seit 2006 dessen jüngerer Sohn Dwight Makins als 3. Baron.

## Liste der Barone Sherfield (1964)
- Roger Makins, 1. Baron Sherfield (1904–1996)
- Christopher Makins, 2. Baron Sherfield (1942–2006)
- Dwight Makins, 3. Baron Sherfield (* 1951)

Aktuell existiert kein Titelerbe.